# أماسين (ستي فاطمة)
أماسين هي إحدى مشيخات المملكة المغربية، تتبع جغرافيا لإقليم الحوز وإداريًا لستي فاطمة. يقدر عدد سكانها بـ 3605 نسمة حسب الإحصاء الرسمي للسكان والسكنى لسنة 2004.